# Duc Wen de Jin
Duc Wen de Jin (xinès tradicional: 晉文公, xinès simplificat: 晋文公, pinyin: Jìn Wén Gōng, 697–628 aEC) del 636 al 628 aEC va ser el governant de l'estat de Jin durant el període de Primaveres i Tardors de la història xinesa. El seu nom ancestral era Ji (姬), el seu nom de clan era Jin (晋）, el seu nom atorgat era Chong'er (重耳), i va ser fill del Duc Xian (晉獻公). Va ser nomenat 'Chong'er' (重耳; literalment significant, "Dobles d'Orelles") encara que no hi ha proves materials de la deformitat. Això no obstant, Zuo Zhuan també assenyala que "totes les seues costelles creixien juntes", un senyal de força i lideratge. Sota el seu govern, Jin s'expandí ràpidament i va esdevenir l'estat més poderós de l'època.

## Vida

### Joventut i el Malestar Li Ji
El Príncep Chong'er va nàixer del Duc Xian de Jin el 697 aEC, i els seus germanastres incloent-hi Shensheng (申生) i Xiqi (奚齊). Mentre que Shensheng era el príncep original de la corona, en els seus darrers anys el Duc Xian va afavorir a la concubina Li Ji, que desitjava que el seu fill Xiqi fóra el seu hereter en lloc d'això. Com a tal, ella va conspirar per desacreditar Shensheng davant del seu pare, cosa que finalment va portar al suïcidi de Shensheng el 656 aEC.
Aquest fet va conduir a una guerra civil a Jin, també coneguda com a Malestar Li Ji, on el Duc Xian va fer diverses campanyes contra els seus propis fills, forçant-los a fugir de Jin. Amb una comitiva d'homes capaços, incloent-hi Zhao Cui (趙衰), Hu Yan (狐偃), Wei Chou (魏犨), Jia Tuo (賈佗), Xian Zhen (先軫) i Jie Zhitui (介之推), Chong'er va fugir al nord. El 651 aEC, després que la mort del Duc Xian conduí a una crisi de successió, Chong'er va ser convidat a tornar a Jin i assumir el ducat, però es va negar, i el tron va passar en canvi al seu mig germà Yiwu, que va esdevenir Duc Hui de Jin.

### Vagant
El 644 aEC, després dels fracassats intents d'assassinat del Duc Hui, Chong'er es va traslladar a l'Estat de Qi, la terra natal de sa mare. Va romandre allà fins que va haver una altra crisi de successió a Qi el 639 BC, amb la qual cosa va fugir primer a l'Estat de Cao, i després als estats Song, Zheng, Chu per acabar finalment a l'Estat de Qin. Durant aquest període de 19 anys d'exili, Chong'er va guanyar prestigi i seguidors talentosos; una senyora d'una cort estrangera va comentar una vegada que "Quan observe als seguidors del duc de Jin, cada un d'ells està en condicions de ser el primer ministre d'un Estat".
El 636 aEC, després de la mort del Duc Hui, el Duc Mu de Qin va acomboiar a Chong'er de tornada a Jin amb el seu propi exèrcit, i Chong'er va ser investit com el Duc de Jin.

### Duc de Jin
Amb el seu exèrcit, així com el seu considerable prestigi, el Duc de Wen va ser capaç d'absorbir molts dels estats al voltant de Jin, incrementant en gran manera la seua extensió, mentre que també subjugava als altres com a vassalls; els seus estats vassalls incloïen a Cao, el qual ell va atacar en represàlia pel tracte groller que li van proporcionar durant el seu exili. Alhora, va prendre la postura política de suport a la cort de Zhou Oriental i al Rei Xiang de Zhou. Quan en el 635 aEC, el rei Xiang va ser deposat i bandejat pel seu germà, el Duc Wen va dirigir una coalició d'estats els quals van reinstaurar-lo com a Rei.
En el 635 aEC, el Duc Wen es va negar a annexionar l'estat de Yuan; l'estat més tard va tornar, malgrat tot, i es va oferir a formar part de Jin, cosa que va ser finalment acceptada pel Duc Wen.